# Isclero
L'Isclero è un fiume lungo 31 km, che attraversa le province di Avellino e Benevento. È un affluente di sinistra del Volturno.

## Storia
Il nome dell'Isclero deriva probabilmente dal termine basso latino isca o iscla (piccola corrente d'acqua). Nella linguistica neolatina il lessema latino, di epoca classica, insula «isola fluviale, lacustre e marina» in età tardo imperiale si era trasformato in iscla, attraverso le forme «isula-isla-iscla» . E da questa forma sono infatti derivati i nomi di varie località italiane chiamate Ischia, nonché «iska» in Sicilia "isola fluviale" e "terra irrigua", in Calabria "striscia boscosa e cespugliosa lungo un fiume", in Irpinia "terreno irriguo o presso l'acqua", in Trentino «iscia» "giuncheto".
Presso le sorgenti dell'Ofizzo e dell'Isclero, si ipotizza, si sarebbe trovato il campus aquosus nel quale si sarebbero accampati i Romani prima della sconfitta umiliante delle Forche Caudine nel 321 a.C. Ancora alla fine del Settecento era conosciuto col nome di "Faenza", nelle denominazioni delle cartografie reali del Regno di Napoli.
Fino all'inizio del secolo, lungo il suo corso, erano funzionanti numerosi mulini alimentati da canali di derivazione, paralleli al fiume. Tra i più importanti si ricorda mulino Faenza (a due macine) in territorio di Paolisi, mulino Mastromarco (una macina) a Moiano, mulino Falco (due macine) recentemente restaurato in modo filologico a scopo didattico con la ricollocazione in situ dell'impianto di molitura e mulino Ferriera, nato addirittura come industria di lavorazione del ferro sotto Ferdinando IV di Borbone e poi convertito, prima in azienda di produzione elettrica, poi a mulino, a Sant'Agata de' Goti.
Il fiume, nella località Castellone sul confine dei comuni di Airola, Bucciano e Moiano, è scavalcato dal tracciato dell'acquedotto carolino -ovvero del Fizzo- che recava le acque di alimentazione per il parco della Reggia di Caserta, con un poderoso ponte in tufo, a cinque arcate a tutto sesto, dedicato alla consorte di Carlo III di Borbone, Maria Amalia di Sassonia, recante una lapide di benemerenza ai sovrani, ed una seconda, aggiunta da Luigi Vanvitelli, alla salita al trono di Ferdinando IV.

## Descrizione
Nasce nella valle Caudina, con direttrice Nord-Nord-Ovest, dalla confluenza di vari corsi d'acqua: valloni (a carattere torrentizio, discendenti dalle vicine montagne), e fossi (canali di convogliamento delle acque delle campagne), il Cola, il Querci, la Pirozza, la Conga e il Remescuso che vi si immettono in zona "Faenza", e poi il T. Carmignano, nel quale confluiscono, in zona "Cardito", il Castello, il Ioffredo, il S.Gennaro (provenienti da Cervinara), il Fosso Ariello, il Fosso Torre (provenienti da Montesarchio), le cui sorgenti sono nell'area compresa fra cima Recuorvo (968 m s.l.m.) e il monte Pizzone (756 m s.l.m.).
Tra i comuni di Bucciano ed Airola devia con decisione verso ovest, ricevendo come affluenti i torrenti Tesa (lungo 10 km) e Varco, provenienti da est, dalle zone pedemontane del Taburno e assume connotazioni stabili di fiume, ingrossando l'alveo e la portata d'acqua.
Prosegue quindi il suo corso nella stretta di Moiano, per un alveo incassato tra rocce vive, e nel territorio di Sant'Agata de' Goti lambendone a nord l'abitato; qui riceve il tributo idrico dei torrenti Reullo e Martorano. Sfocia nel Volturno ad est di Limatola presso la frazione dell' Annunziata. Nella stretta tra Moiano e Sant'Agata de' Goti traeva origine un acquedotto (Acqua Giulia) che confluiva poi in quello del Carmigliano, e approvvigionava Napoli con le sue acque.